# Beto O’Rourke

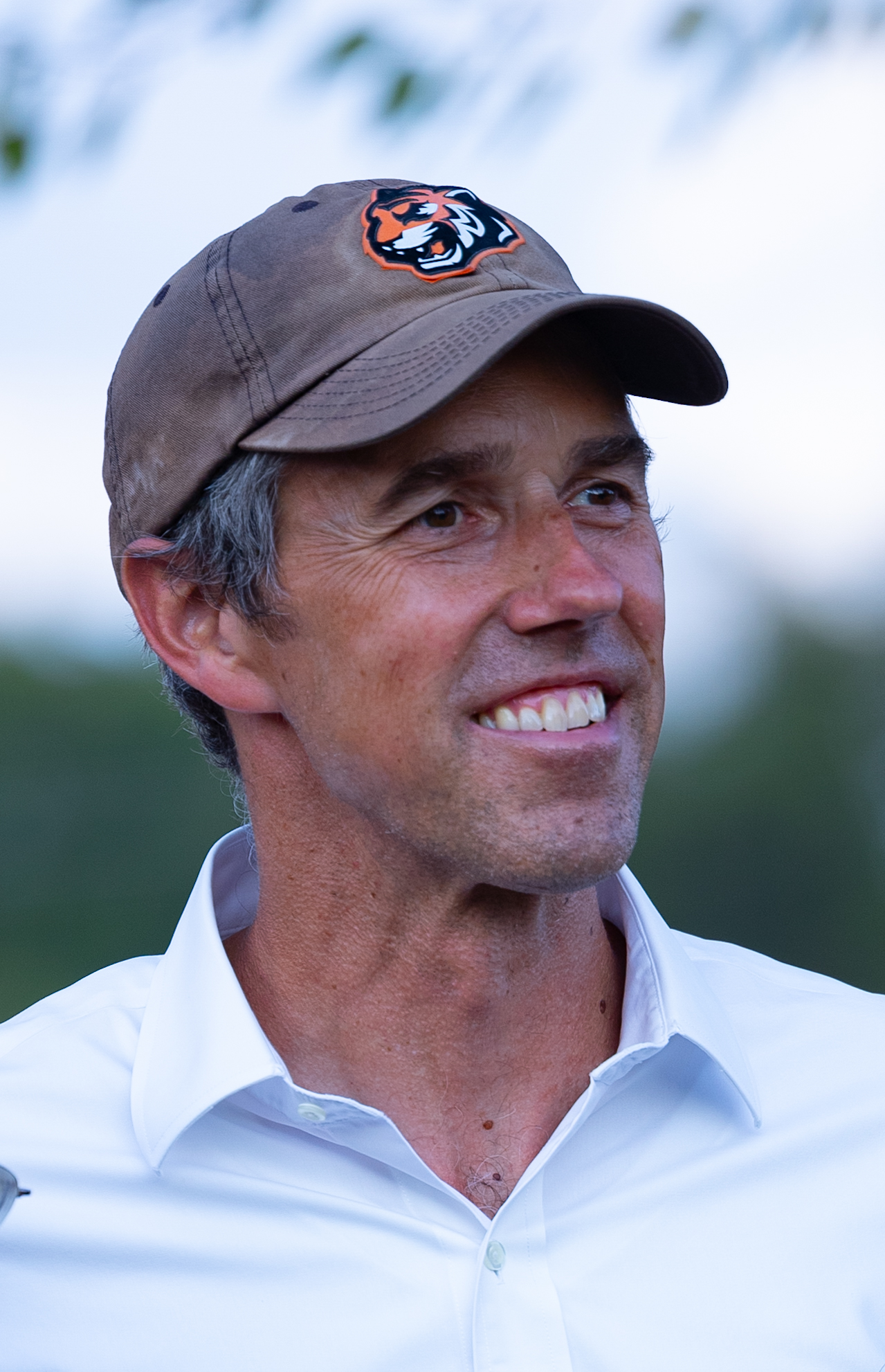
Beto O’Rourke (2024)

 Robert Francis „Beto“ O’Rourke (* 26. September 1972 in El Paso, Texas) ist ein US-amerikanischer Politiker der Demokratischen Partei. Von 2013 bis 2019 vertrat er die texanische Grenzstadt El Paso und Umgebung im US-Repräsentantenhaus. Er war 2018 Kandidat für den Senat der Vereinigten Staaten gegen den republikanischen Mandatsinhaber Ted Cruz und wurde durch seinen engagierten Wahlkampf weithin bekannt. Im März 2019 erklärte er seine Bewerbung bei der demokratischen Vorwahl für die Präsidentschaftswahl 2020, zog diese aber im November gleichen Jahres noch vor Beginn der Primaries zurück.

## Familie, Ausbildung und Beruf
Beto O’Rourke stammt aus einer Familie von Irischamerikanern, die zum Eisenbahnbau nach Texas kam und dort in der vierten Generation lebt. Seine Mutter Melissa Martha geb. Williams ist die Stieftochter des früheren Marineministers Fred Korth und arbeitet in einem Möbelgeschäft, das sie übernommen hat, sein Vater Pat Francis O’Rourke war Richter des El Paso Countys. Der langjährige Demokrat, der in den 1980er Jahren für den Präsidentschaftskandidaten Jesse Jackson eingetreten war, wechselte 1988 zu den Republikanern und trat vor der Wahl zum US-Repräsentantenhaus 1992 in deren Vorwahl erfolglos für die Aufstellung als Kandidat im 16. Kongresswahlbezirk von Texas an.
Seit seiner frühen Kindheit wird O’Rourke mit der spanischen Kurzform seines Vornamens „Beto“ angesprochen – ursprünglich, so O’Rourke, um ihn von seinem gleichnamigen Großvater zu unterscheiden. Sein Gegenkandidat Cruz warf ihm wegen des Kurznamens 2018 Anbiederung vor. O’Rourke besuchte die Mesita Elementary School und die El Paso High School. Als Jugendlicher verbrachte er, der fließend Spanisch spricht, viel Zeit in der benachbarten mexikanischen Grenzstadt Ciudad Juárez, die mit El Paso eine Doppelstadt bildet.
Anfang der 1990er Jahre trat er als Gitarrist und Sänger gemeinsam mit Cedric Bixler-Zavala in der Punkband Foss auf und tourte mit ihr durch die USA und Kanada. Wegen Einbruchs 1995 (eine Mutprobe auf dem Gelände der University of Texas at El Paso) und einer Trunkenheitsfahrt 1998 wurde er jeweils kurzzeitig verhaftet. Bis 1995 studierte er an der Columbia University in New York City und erwarb dort den Bachelorgrad in englischer Literaturwissenschaft. Danach ließ er sich laut New York Times einige Zeit lang treiben und arbeitete in New York und dann in El Paso unter anderem als Babysitter, Kunsttransporteur, Lektor, Dichter, Musiker und Kongresspraktikant. Er gründete 1999 eine Firma, die auf Webentwicklung und -design spezialisierte Stanton Street Technology Group, für die 2018 ein Jahresumsatz von 1,5 Millionen Dollar angegeben wurde und die vierzehn Mitarbeiter beschäftigte. Zudem war O’Rourke bis Anfang 2017 Teilhaber eines Immobilienunternehmens, und er hält Anteile an einem Einkaufszentrum. Im Senatswahlkampf warf ihm Ted Cruz vor, dass er 2013 am Tag des Börsengangs Anteile von Twitter erworben habe, was wie Insiderhandel wirke. O’Rourke wies den Vorwurf zurück, da sein Aktienhändler ohne sein Wissen gehandelt habe, verkaufte die Aktien zwei Tage später und ließ die Vorgänge vom Ethikausschuss des Repräsentantenhauses prüfen.
Beto O’Rourke ist seit 2005 mit Amy Hoover Sanders, Tochter des Immobilien-Unternehmers William Sanders, verheiratet und Vater von drei Kindern.

## Politische Laufbahn

### Anfänge und US-Repräsentantenhaus
Während seiner IT-Arbeit ging O’Rourke in die Politik und gehörte zwischen 2005 und 2011 dem Stadtrat von El Paso an.
Bei der Wahl 2012 wurde O’Rourke im 16. Kongresswahlbezirk von Texas in das US-Repräsentantenhaus in Washington, D.C. gewählt, nachdem er in der Vorwahl der Demokraten den langjährigen Mandatsinhaber Silvestre Reyes mit 50,5 zu 44,4 Prozent besiegt hatte. Reyes als früherer Vorsitzender des Geheimdienstausschusses war ein politisches Schwergewicht, den Barack Obama und Bill Clinton im Wahlkampf unterstützt hatten. O’Rourke hatte einen engagierten Haustürwahlkampf geführt und Reyes als ineffizient sowie unethisch charakterisiert, indem er Berichte aufgriff, dass Reyes Familienmitglieder aus Wahlkampfmitteln bezahlt hatte. Bei der Hauptwahl schlug O’Rourke die Republikanerin Barbara Carrasco mit 65 zu 33 Prozent der Stimmen und trat am 3. Januar 2013 die Nachfolge Reyes’ im Kongress an. Die ethnische Zusammensetzung des Wahlbezirks, der die Stadt El Paso und ihr vorstädtisches Umland umfasst, ist 75 Prozent mexikanisch und 2 Prozent irisch. Er wurde bei den Wahlen 2014 und 2016 mit 67 und 86 Prozent wiedergewählt; da er 2018 nicht wieder antrat, endete sein Mandat am 3. Januar 2019.

### Bewerbung für den US-Senat
Am 31. März 2017 gab O’Rourke als erster Bewerber bekannt, bei der Wahl im November 2018 gegen den republikanischen Mandatsinhaber Ted Cruz für einen Sitz im Senat der Vereinigten Staaten anzutreten. Da für die Demokraten bei dieser Senatswahl zehn Mandatsinhaber in Staaten antraten, die Donald Trump bei der Präsidentschaftswahl 2016 gewonnen hatte, konnte er nicht mit finanzieller oder logistischer Unterstützung rechnen, zumal O’Rourke nicht weithin bekannt war. Durch die Ankündigung der Kandidatur erlangte er jedoch bundesweite Medienaufmerksamkeit. Über zwanzig Jahre lang hatte kein Demokrat mehr ein staatsweites politisches Amt oder Mandat in Texas gewonnen; zuletzt eine Senatswahl in Texas für die Demokraten entschieden hatte Lloyd Bentsen 1988. Im Wahlkampf 2018 setzte O’Rourke auf eine Anti-Trump-Stimmung und auf die Unbeliebtheit des Gegenkandidaten Cruz, der 2017 unter Texanern eine Zustimmung von 37 Prozent erreichte. Er hielt Distanz von seiner Bundespartei und setzte sich für die klassischen politischen Ziele irischstämmiger Politiker wie gesellschaftlichen Progressivismus sowie die Wohlfahrt mittlerer und unterer Einkommensschichten ein. Er nutzte soziale Medien intensiv und besuchte alle 254 Countys in Texas, auch Orte, in denen lange kein Wahlkampf mehr geführt worden war.
Mehrfach gelang es ihm, trotz seiner Selbstverpflichtung, kein Geld von Political Action Committees anzunehmen, mehr Spenden pro Quartal einzunehmen als Cruz; im ersten Quartal 2018 erreichte O’Rourke mit 6,7 Millionen Dollar die höchsten Spendeneinnahmen aller demokratischen Senatskandidaten in den USA. Bei der Vorwahl der Demokraten setzte sich O’Rourke Anfang März 2018 mit 61,8 Prozent der Stimmen durch. Im zweiten Quartal 2018 nahm O’Rourke 10,4 Millionen Dollar ein (Cruz 4,1 Millionen). Die meisten Umfragen sahen Cruz vorn, jedoch verringerte sich der Abstand im Sommer 2018 auf wenige Prozentpunkte, sodass der Cook Political Report seine Prognose Anfang August von likely auf lean (wahrscheinlich zu geneigt) für Cruz reduzierte und O’Rourke bescheinigte, er habe im tiefkonservativen Texas „unglaublichen Fortschritt“ gemacht. Cruz reagierte im August 2018 mit Negative Campaigning, indem er O’Rourke in Fernsehspots extreme Positionen vorwarf, was wiederum zu einer Spendenwelle für O’Rourke führte. Im September änderte der Cook Political Report seine Einschätzung zu völlig offen (toss up). Insgesamt nahm O’Rourke die außerordentliche Summe von 70 Millionen Dollar Wahlkampfspenden ein. Er unterlag bei der Wahl mit 48,3 zu 50,9 Prozent der Stimmen und damit knapper als prognostiziert. Die Gesamtstimmenzahl stieg von 4,6 Millionen bei der letzten Halbzeitwahl in Texas auf 8,3 Millionen. Dabei erhielt O’Rourke mehr Stimmen als Clinton bei der Präsidentschaftswahl 2016, gewann insbesondere in den bisher republikanisch geneigten Vorstädten der großen Metropolen des Staates und half dabei, dass die bisher marginalisierten Demokraten neben zwei Kongresswahlbezirken einige Positionen in der State Legislature, bei Richterämtern und auf County-Ebene gewannen. Der Wahlausgang war der knappste einer Senatswahl in Texas in vierzig Jahren. O’Rourke hatte dabei statt Wechselwähler der Mitte zu umwerben auf die Mobilisierung wenig wahlgeneigter Menschen gesetzt. Seine flexible, schnell skalierbare Strategie baute statt dem (seit Obama üblichen) professionellen, datengetriebenen Microtargeting auf ehrenamtliche, wenig geschulte und kaum kontrollierte, aber stark engagierte Helfer.

### Präsidentschaftskandidatur
Da O’Rourke durch seinen Wahlkampf bundesweite Bekanntheit und ein großes Spendernetz aufgebaut hatte, wurde bereits im Wahlkampf darüber spekuliert, dass er bei der Präsidentschaftswahl 2020 antreten könnte. Der Chefstratege Cruz’, Jeff Roe, erklärte kurz nach der Senatswahl, die Demokraten hätten niemand anderen seines Kalibers. Bis dahin hatte O’Rourke, dessen Wahlkampfteam aus vielen früheren Helfern Bernie Sanders’ bestand, eine Kandidatur mit Hinweis auf seine jungen Kinder ausgeschlossen. Im November 2018 taxierten Buchmacher seine Chancen in der Präsidentschaftsvorwahl der Demokraten bei 18 bis 25 Prozent und damit an zweiter Stelle nach Kamala Harris. Laut Beobachtern fror O’Rourke Ende 2018 das Kandidatenfeld der Demokraten ein, solange er sich nicht zu seinen eigenen Plänen äußerte, da die Spender angesichts der erwarteten vielen Bewerber Zurückhaltung übten und O’Rourke zugetraut wurde, in kurzer Zeit große Summen beim Fundraising zu erwirtschaften und damit an die Spitze des Feldes zu rücken. Viele frühere Helfer und Spender Präsident Barack Obamas zeigten sich an O’Rourke wegen dessen Ähnlichkeit als Kandidat interessiert.
Während Anfang 2019 einige Parteifreunde ihre Präsidentschaftskandidatur erklärten, machte O’Rourke allein und ohne größere Vorplanung einen Roadtrip durch die südlichen USA. Er blieb mittels online geteilter tagebuchartiger Kurzaufzeichnungen in den Medien präsent; der Wahlkampfmanager Robby Mook sah diese unorthodoxe Vorbereitung auf eine mögliche Kandidatur als durchaus erfolgversprechend, weil O’Rourke in einer auf die Person fokussierten Wahl als erfrischend und anders wahrgenommen und nicht ständig im Kontext von Trump, sondern für sich betrachtet werde. Als Präsident Trump im Februar 2019 eine Großveranstaltung in El Paso abhielt, um für seine Mauerbaupläne an der unmittelbar anschließenden Grenze zu Mexiko zu werben, hielt O’Rourke mit Tausenden Teilnehmern zeitgleich eine Gegenveranstaltung ab, was ihm bundesweite Aufmerksamkeit brachte. Am 14. März erklärte O’Rourke seinen Eintritt in die Präsidentschaftsvorwahl der Demokraten. Am 1. November 2019 zog er diese Bewerbung zurück.

### Kandidatur zum Gouverneur von Texas
Bei den texanischen Gouverneurswahlen am 8. November 2022 trat Beto O’Rourke als Kandidat der Demokratischen Partei an, nachdem er am 1. März 2022 die Vorwahlen mit 91,41 % der Stimmen gewonnen hatte. Er konnte sich mit 43,8 % der Stimmen jedoch nicht gegen den republikanischen Amtsinhaber Greg Abbott durchsetzen.

## Positionen und Aktionen
O’Rourke gilt innerhalb der Demokratischen Partei als relativ moderat. Er verbindet eher linke Positionen (im amerikanischen Sinne „liberal“) mit wirtschaftsfreundlichen (im amerikanischen Sinne libertär) und setzt sich etwa für das Recht auf Schwangerschaftsabbruch (Pro-Choice) und für eine umfassende Reform der Einwanderungspolitik ein, aber auch für den Abbau von Regulierungen unter anderem für die Finanzbranche. Im Kongress machte sich O’Rourke für eine Bekämpfung der Banden- und Drogenkriminalität stark, indem er die Legalisierung des Cannabiskonsums forderte. Er sah sich auch als Interessenvertreter der mexikanischen Grenzstadt Ciudad Juárez, die unmittelbar an El Paso grenzt, und erklärte 2014, es gebe keine Grenzprobleme, weshalb er für deren Öffnung eintrat. O’Rourke galt im Kongress als verlässlicher Unterstützer der Parteilinie; in seinem ersten Jahr stimmte er in 93 Prozent der Fälle mit der demokratischen Parteiführung, im Jahr 2016 waren es 98 Prozent. Als Superdelegierter der Democratic National Convention stimmte er zur Präsidentschaftswahl 2016 für Hillary Clinton. O’Rourke, der selbst keinen Wehrdienst geleistet, aber zeitweilig eine Militärschule besucht hat, setzte sich im Kongress insbesondere für die Angelegenheiten der Veteranen und ihre Versorgung nach dem aktiven Dienst ein, weshalb er wöchentliche Townhall-Treffen für diese abhielt.
Bekannt wurde O’Rourke, als er das Sit-in demokratischer Kongressabgeordneter für stärkere Waffenkontrolle im Sommer 2016 auf seiner Facebook-Seite live streamte, nachdem Sprecher Paul Ryan Aufnahmen des Ereignisses durch C-Span untersagt hatte. Als ein Blizzard im März 2017 den Flugverkehr nach Washington unterbrochen hatte, fuhr O’Rourke mit seinem republikanischen Kongresskollegen Will Hurd die 1600 Meilen von Texas nach Washington in einem Mietwagen und streamte die Unterhaltung während der sechsunddreißigstündigen Fahrt live (#CongressionalCannonballRun). Vor zehntausenden Zuschauern, darunter dutzenden Kongresskollegen und Mark Zuckerberg, sprachen sie unter anderem über Gesundheitspolitik und Grenzsicherheit. Bei einer Wahlveranstaltung im August 2018 verteidigte O’Rourke die NFL-Spieler, die aus Protest wegen rassistischer Polizeigewalt gegen Afroamerikaner während der Nationalhymne vor Spielen knieten, als patriotisch und verglich dies mit dem gewaltlosen Widerstand der Bürgerrechtsbewegung. Seine Antwort wurde viral geteilt und erhielt Zuspruch von vielen Sportlern und Prominenten, darunter LeBron James und Ellen DeGeneres; Kurt Warner tweetete, O’Rourke habe damit den Nagel auf den Kopf getroffen.
O’Rourkes Erscheinungsbild und Wahlkampfstil sind häufig mit Robert F. Kennedy verglichen worden. In seinem authentischen, anfassbaren Auftreten voller Energie und ohne die von Beratern verordnete Sterilität verglich ihn die Zeitschrift Vanity Fair mit Barack Obama und sah in ihm ein Vorbild, wie Demokraten während Donald Trumps erster Präsidentschaft wettbewerbsfähig bleiben können. Im Senatswahlkampf erhielt O’Rourke Unterstützung einiger prominenter texanischer Musiker, darunter Leon Bridges und Willie Nelson, der erstmals für einen Politiker auftrat und den neuen Song „Vote ’em Out“ für den Wahlkampf vorstellte; bei einem gemeinsamen Auftritt Ende September 2018 in Austin nahmen etwa 55.000 Menschen teil, die größte Wahlkampfveranstaltung in den USA seit Jahren.
Nach dem Anschlag in El Paso (Texas) im August 2019 sagte er, die Regierung von Donald Trump schüre mit ihrer migrationsfeindlichen Rhetorik Rassismus. Trumps abfällige Kommentare zu Muslimen, Migranten und Nicht-Weiße führten zu einem Anstieg der Hassverbrechen.

## Werke
- mit Susie Byrd: Dealing Death and Drugs: The Big Business of Dope in the U.S. and Mexico. Cinco Puntos, Louisville 2011, ISBN  978-1-933693-94-1.